# Wada Ei

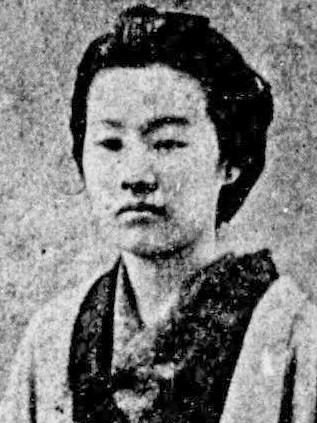
Ei Wada (Yokota)

Wada Ei (japanisch 和田 英 Wada Ei, Mädchenname: 横田 Yokota; * 8. Oktober 1857 in der Präfektur Nagano; † 26. September 1929 in der Präfektur Nagano, Japan) war eine japanische Textilarbeiterin und Tagebuchschreiberin. Bekannt wurde sie durch das Tomioka-Tagebuch (富岡日記 Tomioka Nikki), in dem sie ihr Leben unter den Arbeiterinnen der Seidenfabrik in Tomioka niederschrieb.

## Leben

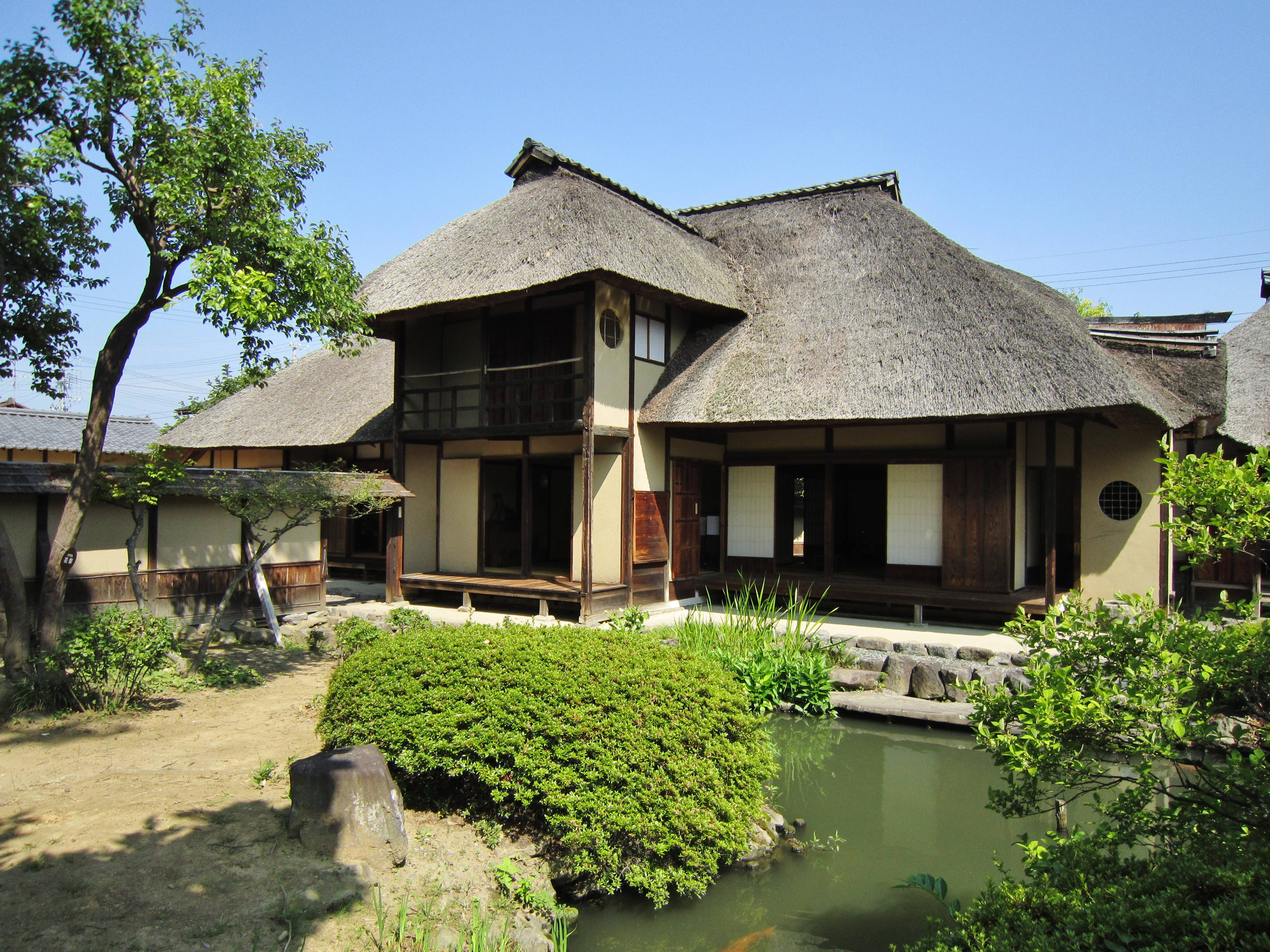
Geburtshaus

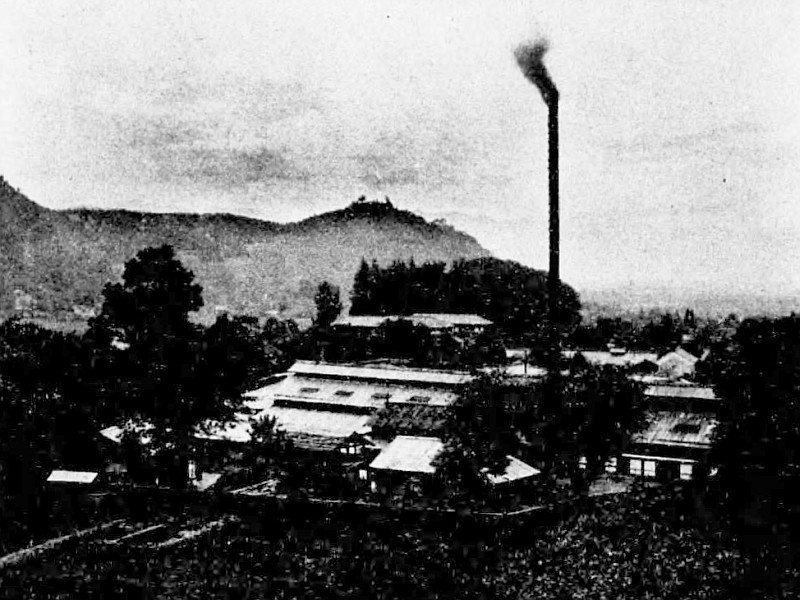
Seidenfabrik in Tomioka

Am 8. Oktober 1857 wurde sie als Yokota Ei (横田 英 Yokota Ei) in Matsushiro (heute in die Stadt Nagano eingemeindet) in der ehemaligen japanischen Provinz Shinano (信濃国 Shinano no kuni) der heutigen Präfektur Nagano, als zweite Tochter von Kiyoko Yokota (横田亀代子 Yokota Kiyoko) und dem Samurai Kazuma Yokota (横田数馬 Yokota Kazuma) geboren. Im Jahre 1873, dem sechsten Jahr der Meiji-Zeit, wurden in ganz Japan junge Frauen für eine zwei- bis dreijährige praktische Ausbildung in den Prozess der Seidenherstellung angeworben. Hiernach sollten sie in ihren Herkunftsprovinzen als Ausbilder in der Seidenproduktion arbeiten. 1873 bewarb sich die 16-jährige Ei Yokota für diese Ausbildung. Schon 1874 verließ sie die Seidenfabrik in Tomioka und war an der Gründung von Rokukosha beteiligt, der ersten privaten Seidenfabrik Japans, die im Dorf Saijo, Tateshina-gun, Präfektur Nagano gebaut wurde. 1878 heiratete sie Seiji Wada (和田盛治 Wada Seiji). Von 1907 bis 1912 blickte sie auf ihre Tage in der Seidenfabrik in Tomioka zurück und schrieb das Tomioka-Tagebuch nieder. Am 26. September 1929 starb sie. Ihr Grab befindet sich im Renjo-ji (蓮乗寺) in der Stadt Matsushiro in Nagano. Nach ihrem Tod veröffentlichte ihr Sohn das Tomioka-Tagebuch.